# Тайшетский алюминиевый завод
Тайшетский алюминиевый завод имени П. А. Столыпина — предприятие, строящееся в городе Тайшете, Иркутская область, Россия. Входит в состав крупнейшей в мире алюминиевой компании «РУСАЛ». После завершения строительства станет 3-м по величине алюминиевым заводом в России после Братского и Красноярского заводов, оставив позади Саяногорский завод. Первая очередь запущена 17 декабря 2021 года.
Завод получил имя русского реформатора Петра Аркадьевича Столыпина, благодаря которому в начале XX века началось ускоренное развитие Сибири – с притоком нового населения осваивались земли и строились новые населенные пункты.

## Описание завода
Завод будет состоять из 4 корпусов электролиза, каждый из которых будет оснащён 186 электролизерами РА-400 (собственная разработка РУСАЛа).
- Предполагаемая производительность 750 тыс. тонн алюминия в год
- Более 2 миллиардов долларов инвестиций
- Более 1700 рабочих мест на заводе и более 500 на вспомогательном производстве

## История строительства
Возведение Тайшетского завода началось в мае 2008 года, но через год было приостановлено. Первоначальный вариант реализации проекта ТаАЗ предусматривал выпуск первого металла в 2011 году.
По состоянию на июль 2009 года готовность первого пускового комплекса завода оценивалась в 60 %. Строительство предполагалось продолжить в 2010 году, однако по состоянию на июнь 2011 года строительство не возобновлялось.
5 июня 2012 года было подписано соглашение c Банком развития Китая о предоставлении 1,43 млрд долларов для строительства финансируемого ВЭБом Тайшетского алюминиевого завода.
Продолжаются[когда?] изготовление и поставка на строительную площадку основного технологического оборудования. Выполнено устройство свайного основания трёх жилых домов для персонала завода, устройство фундаментов на двух домах, завершен монтаж каркаса жилого дома № 2, и заканчиваются кровельные работы.
По состоянию на текущий период[когда?] РУСАЛ инвестировал в строительство завода более 700 млн долларов США собственных средств.
По состоянию на июнь 2016 года, стоимость достройки завода оценивается также в 700 млн долларов США.
В мае 2016 года строительство возвращается к активной фазе. Завершено строительство складского хозяйства, пожарного депо, ведутся строительно- монтажные работы по корпусам электролиза, газоочистным сооружениям, объектам электроснабжения, а также по анодно-монтажному хозяйству и литейному цеху.
В марте 2021 г. заработала подстанция, снабжающая завод электроэнергией.
17 декабря 2021 года введена 1 очередь завода в составе 2-х корпусов электролиза, литейного, анодного и энергетического цехов, а также комплекса объектов инфраструктуры. Мощность первой очереди завода составляет 428,5 тыс. тонн алюминия в год. В составе 1 очереди также завершено строительство газоочистных сооружений, объектов электроснабжения.